# Goliath contro i giganti
Goliath contro i giganti è un film del 1961 diretto da Guido Malatesta.

## Trama
Goliath è un baldo eroe alle prese con leoni nei giochi al Colosseo, perfidi tiranni nella città e mostruosi giganti.
Dopo aver conquistato con la forza il regno di Beirat, il despota Bokan ingaggia una schiava, Elea, affinché uccida il suo nemico Goliath.
La bella fanciulla, però, se ne innamora e, non avendo portato a termine il suo compito, è condannata a morte. 
Per riportare sul trono il vecchio sovrano Argaste, Goliath deve dunque superare mostruosi impedimenti e varie rischiose prove, in un'odissea che vanta tutti gli ingredienti che caratterizzano il "Peplum" italiano dell'epoca.